# 1071 Brita
1071 Brita eller A924 ER är en asteroid i huvudbältet, som upptäcktes 3 mars 1924 av den ryske astronomen Vladimir A. Albitskij vid Simeiz-observatoriet på Krim. Den har fått sitt namn efter Storbritannien, då det var i Storbritannien, teleskopet som användes vid upptäckten av asteroiden, var tillverkat.
Asteroiden har en diameter på ungefär 60 kilometer.